# Koninkrijk Middag
Het Koninkrijk Middag was een koninkrijk in Centraal-Taiwan. Het koninkrijk werd gesticht door de inheemse Taiwanezen van de Popora, Babuza, Pazeh en Hoanya-stammen. Het grondgebied omvatte het huidige Táijhong, Changhua en Nantou. Het werd in het midden van de 15de eeuw gesticht, nog voor de Europeanen voet aan wal gezet hadden op het eiland. Het koninkrijk overleefde de Europese kolonisten en het Koninkrijk Tungning. In 1732 werd Middag veroverd door de Chinese Qing-dynastie.

## Namen
Middag is de westerse naam voor het koninkrijk, in Taiwan werd het koninkrijk Dadu genoemd. Dadu is ook de huidige naam van de historische hoofdstad Middag. 